# De Ladder
De Ladder is een monument dat gemaakt is voor het vroegere concentratiekamp Kamp Amersfoort door de kunstenaar Armando. Het monument is in 1994 onthuld en staat op de hoek van de Laan 1914 en de Doornseweg in Amersfoort. Het is een kunstwerk dat moet laten denken aan een bronzen ladder. Het kunstwerk is 14 meter hoog. De ladder staat symbool voor een vluchtweg, troost en de gedachten van de gevangenen.

## Geschiedenis
Kamp Amersfoort, of Polizeiliches Durchgangslager Amersfoort, was een strafkamp van de Duitse bezetter. Er werden schijnprocessen gehouden en gevangenen werden vermoord of gedeporteerd. De kunstenaar, Armando, heeft tijdens de Duitse bezetting regelmatig de gevangenen zien rondlopen. Na de Duitse capitulatie werden NSB’ers en collaborateurs gevangengezet in kamp Amersfoort, waar ze vervolgens ook werden mishandeld.

## Constructie
In 1993 gaf de Amersfoortse Culturele Raad (ACR) opdracht voor het ontwerp van een monument als gedenkteken voor Kamp Amersfoort. Door de hulp van de Mondriaan stichting en de Gemeente Amersfoort kon het monument gebouwd worden. Op 23 september 1994 werd het monument onthuld. Het monument staat op de hoek van de Laan 1914 en de Doornseweg. De ladder werd van gips gemaakt in het atelier van Armando in Duitsland. Daarna werd het naar Nederland vervoerd en werd er een bronzen model van gemaakt.

## Betekenis
‘De Ladder’ heeft volgens de kunstenaar verschillende betekenissen. Zo zorgt een ladder ervoor dat laag met hoog verbonden wordt en waarschijnlijk ook andersom. Het staat symbool voor het reikhalzen naar iets dat hoger is dan het menselijke. Ook kan het de hulp van boven, waar velen gevangenen op hoopten, naar beneden brengen. Iedereen heeft een ladder nodig, maar deze ladder is bedoeld voor ‘de knechten van de plek’ en niet voor de bewaker, die een ladder nodig had om in zijn wachttoren te komen. De ladder ontstond tijdens de bezetting, maar is pas recent zichtbaar geworden, zegt Armando. De wensen en verlangens van de gevangenen zouden dus via deze ladder het kamp kunnen verlaten. ‘De Ladder’ staat ook symbool voor de gedachten van de gevangenen. In hun gedachten waren ze namelijk vrij. Volgens Armando is ‘de Ladder’ geen echte ladder:“Ook deze ladder is geen echte ladder. Het is een kunstwerk dat aan een ladder doet denken. Het is de ladder van het kamp, de ladder van de plek. Hij is groot en hoog, en, naar ik hoop, trots en ongenaakbaar. Hij is van brons."

## Kritiek
Voormalige leden van het verzet tijdens de Tweede Wereldoorlog hadden aanvankelijk kritiek geleverd op de betekenis die Armando aan het kunstwerk gaf. Ze vonden dat ‘Armando’s krachtpatserij’ een symbool was van ‘de blik van de passieve toeschouwer’. Ook vonden ze dat het monument eigenlijk niets meer was dan ‘een vette houtskooltekening in de ruimte’.